# Аэропорт Острова Норфолк
Аэропорт острова Норфолк, также называемый международным аэропортом острова Норфолк — единственный аэропорт на острове Норфолк, внешней территории Австралии. Остров расположен в Тихом океане между Австралией, Новой Зеландией и Новой Каледонией. Аэропорт находится в ведении администрации острова Норфолк, и находится на западной стороне острова.

## История
В августе 1942 года Военно-воздушные силы Соединенных Штатов потребовали от правительства Австралии построить на острове Норфолк аэродром для тяжелых бомбардировщиков. Он был построен Гражданским строительным корпусом, в состав которого вошли добровольцы из правительственных ведомств Нового Южного Уэльса. Корпусу помогали жители острова, всего было занято около 300 человек. Первая взлетно-посадочная полоса была завершена в конце 1942 года, когда на Рождество приземлился самолет Королевских ВВС Новой Зеландии (RNZAF). Вторая взлетно-посадочная полоса была открыта в феврале 1943 года.
Строительство взлетно-посадочных полос потребовало разрушения Пайн-авеню, местного ориентира, состоящего из примерно 500 сосен острова Норфолк, достигающих 52 м в высоту. Поскольку на острове Норфолк не было достаточно ровной местности, в 1942 году с помощью нескольких бульдозеров были сбиты вершины нескольких холмов и засыпаны долины между ними. Затем использовали стальную сетку для создания твердой поверхности.
Аэродром никогда не использовался в качестве оперативной базы, но «был доступен союзникам для использования в качестве плацдарма, убежища для самолетов, терпящих бедствие, и возможной базы для противолодочного патрулирования». Радиолокационная станция RNZAF действовала на острове в качестве средства навигации, он стал остановкой для самолетов, курсирующих между Австралией, Новой Каледонией, Новой Зеландией и Соломоновыми островами. RNZAF покинули аэродром в июле 1946 года. На аэродроме находились подразделение аварийно-спасательных операций, участок обслуживания и радарная установка на горе Бейтс.

## Спасательные и пожарные службы
Авиационная служба спасения и пожаротушения Пожарной службы острова Норфолк предоставляет услуги по тушению пожаров в аэропорту.
У пожарно-спасательной службы аэропорта есть два пожарных тендера. Два новых Rosenbauer Panther ARFF заменили два Thornycroft Nubian Mk 1 6x6 тендеров 1960-х годов в 2009 году. Вместо нынешнего здания строится новое пожарное депо, в котором разместятся новые пожарные машины.